# Coppa Italia Dilettanti 1967-1968
La Coppa Italia Dilettanti 1967-1968 è stata la 2ª edizione di questa competizione calcistica italiana. È stata disputata con la formula dell'eliminazione diretta ed è stata vinta dallo STEFER Roma.
La competizione era riservata alle migliori squadre militanti nel primo livello regionale. Il primo turno veniva disputato a livello regionale, poi si passava a livello interregionale. Le semifinali e le finali si disputavano in campo neutro.
L'edizione, come detto sopra, è stata vinta dallo STEFER Roma, che superò in finale il Sora; le altre semifinaliste furono Clodia e US Dalmine.

## Partecipanti
Le 256 partecipanti vengono così ripartite fra i vari comitati regionali:
| Numero squadre | Comitati regionali    | Comitati regionali    | Comitati regionali | Comitati regionali | Comitati regionali | Comitati regionali | Comitati regionali  | Comitati regionali  | Comitati regionali  | Comitati regionali  | Comitati regionali  | Comitati regionali  |
| -------------- | --------------------- | --------------------- | ------------------ | ------------------ | ------------------ | ------------------ | ------------------- | ------------------- | ------------------- | ------------------- | ------------------- | ------------------- |
| 32             | Lombardia             | Lombardia             | Lombardia          | Lombardia          | Lombardia          | Lombardia          | Lombardia           | Lombardia           | Lombardia           | Lombardia           | Lombardia           | Lombardia           |
| 20             | Campania              | Campania              | Campania           | Campania           | Toscana            | Toscana            | Toscana             | Toscana             | Veneto              | Veneto              | Veneto              | Veneto              |
| 18             | Emilia-Romagna        | Emilia-Romagna        | Emilia-Romagna     | Emilia-Romagna     | Emilia-Romagna     | Emilia-Romagna     | Emilia-Romagna      | Emilia-Romagna      | Emilia-Romagna      | Emilia-Romagna      | Emilia-Romagna      | Emilia-Romagna      |
| 14             | Friuli-Venezia Giulia | Friuli-Venezia Giulia | Lazio              | Lazio              | Liguria            | Liguria            | Piemonte            | Piemonte            | Puglia              | Puglia              | Sicilia             | Sicilia             |
| 12             | Abruzzo               | Abruzzo               | Abruzzo            | Calabria           | Calabria           | Calabria           | Marche              | Marche              | Marche              | Sardegna            | Sardegna            | Sardegna            |
| 6              | Umbria                | Umbria                | Umbria             | Umbria             | Umbria             | Umbria             | Umbria              | Umbria              | Umbria              | Umbria              | Umbria              | Umbria              |
| 4              | Basilicata            | Basilicata            | Basilicata         | Basilicata         | Basilicata         | Basilicata         | Trentino-Alto Adige | Trentino-Alto Adige | Trentino-Alto Adige | Trentino-Alto Adige | Trentino-Alto Adige | Trentino-Alto Adige |

## Primo turno
- Partite andata/ritorno con la regola dei gol in trasferta. Se persiste la parità si ricorre al sorteggio.

### Friuli-Venezia Giulia
14 squadre
Non ammesse: Alabarda, Brugnera, Cormonese, Maniago, Mossa, Majanese, Pro Gorizia, Spilimbergo e Sacilese (dal girone A), Arsenale, Fortitudo, Gonars, Gradese, Mortegliano, Muggesana, Palazzolo, Palmanova e Ronchi (dal girone B)
| Squadra 1            | Totale      | Squadra 2         | Andata     | Ritorno    |
| -------------------- | ----------- | ----------------- | ---------- | ---------- |
| PRIMO TURNO          | PRIMO TURNO | PRIMO TURNO       | 03.09.1967 | 10.09.1967 |
| Pro Osoppo           | 2 – 1       | Pro Tolmezzo      | 1 – 1      | 1 – 0      |
| Sandanielese         | 2 – 1       | Gemonese          | 2 – 0      | 0 – 1      |
| Cordenonese          | 0 – 1       | Manzanese         | 0 – 1      | 0 – 0      |
| Cividalese           | 1 – 2       | Aquileia          | 1 – 0      | 0 – 2      |
| Tisana               | 1 – 2       | Pieris            | 1 – 1      | 0 – 1      |
| Pro Cervignano       | 1 – 1 (gfc) | Cremcaffè Trieste | 0 – 0      | 1 – 1      |
| San Giovanni Trieste | 0 – 4       | Sangiorgina       | 0 – 1      | 0 – 3      |

### Lazio
| Squadra 1   | Totale      | Squadra 2   | Andata     | Ritorno    |
| ----------- | ----------- | ----------- | ---------- | ---------- |
| PRIMO TURNO | PRIMO TURNO | PRIMO TURNO | 03.09.1967 | 10.09.1967 |
| STEFER Roma | 4 – 1       | Tivoli      | 3 – 1      | 1 – 0      |
| Sora        | 2 – 0       | ATAC        | 1 – 0      | 1 – 0      |

### Umbria
8 squadre
Non ammesse: Gualdo, Nestor, Ponte Felcino, San Gemini, Spello, Spoleto, Tavernelle e Valigi Torgiano.
| Squadra 1   | Totale      | Squadra 2    | Andata     | Ritorno    |
| ----------- | ----------- | ------------ | ---------- | ---------- |
| PRIMO TURNO | PRIMO TURNO | PRIMO TURNO  | 03.09.1967 | 10.09.1967 |
| Angelana    | 2 - 4       | Gubbio       | 2 - 2      | 0 - 2      |
| Juventina   | 3 - 3 gfc   | Pontevecchio | 1 - 1      | 2 - 2      |
| Bastia      | 2 - 3       | Deruta       | 2 - 2      | 0 - 1      |
| Todi        | 0 - 5       | Assisi       | 0 - 1      | 0 - 4      |

### Puglia e Basilicata
| Squadra 1                 | Totale      | Squadra 2   | Andata     | Ritorno    |
| ------------------------- | ----------- | ----------- | ---------- | ---------- |
| PRIMO TURNO               | PRIMO TURNO | PRIMO TURNO | 03.09.1967 | 10.09.1967 |
| Grottaglie                | 5 - 4       | Galatone    | 4 - 1      | 1 - 3      |
| San Pietro Vernotico      | 3 - 3       | Squinzano   | 2 - 2      | 1 - 1      |
| Modugno                   | 0 - 3       | Bitonto     | 0 - 0      | 0 - 3      |
| Noci                      | 1 - 2       | Massafra    | 1 - 0      | 0 - 2      |
| Pro Italia Galatina       | 2 - 2       | Carmiano    | 2 - 1      | 0 - 1      |
| San Giovanni Rotondo      | 1 - 1       | Canosa      | 1 - 0      | 0 - 1      |
| Atletico Tricase          | 1 - 1       | Leverano    | 1 - 0      | 0 - 1      |
| Montescaglioso            | ? - ?       | Moliterno   | ?          | ?          |
| Liberatas Invicta Potenza | ? - ?       | Lavello     | ?          | 0 - 0      |

## Secondo turno
| Squadra 1            | Totale        | Squadra 2            | Andata     | Ritorno    |
| -------------------- | ------------- | -------------------- | ---------- | ---------- |
| SECONDO TURNO        | SECONDO TURNO | SECONDO TURNO        | 17.09.1967 | 24.09.1967 |
| (FVG) Pro Osoppo     | 1 – 4         | Manzanese (FVG)      | 1 – 2      | 0 – 2      |
| (FVG) Sandanielese   | 1 – 10        | Pieris (FVG)         | 0 – 5      | 1 – 5      |
| (FVG) Aquileia       | 2 – 1         | Pro Mogliano (VEN)   | 0 – 0      | 2 – 1      |
| (FVG) Pro Cervignano | 1 – 2         | Annonese (VEN)       | 0 – 0      | 1 – 2      |
| (VEN) Silea          | 0 – 1         | Sangiorgina (FVG)    | 0 – 0      | 0 – 1      |
| (LAZ) STEFER Roma    | 3 – 1         | Acicalcio Roma (LAZ) | 1 – 1      | 2 – 0      |
| (LAZ) Sora           | 6 – 0         | Pomigliano (CAM)     | 2 – 0      | 4 – 0      |
| (UMB) Deruta         | 3 - 4         | Assisi (UMB)         | 1 - 3      | 2 - 1      |
| (TOS) Rapid Peretola | 1 - 1 gfc     | Juventina (UMB)      | 0 - 0      | 1 - 1      |
| (MAR) Pergolese      | 1 - 1 sort.   | Gubbio (UMB)         | 1 - 0      | 0 - 1      |
| (CAL) Castrovillari  | 2 - 4         | Leverano (PUG)       | 1 - 3      | 1 - 1      |
| (PUG) Carmiano       | 6 - 2         | Trebisacce (CAM)     | 3 - 0      | 3 - 2      |
| (PUG) Grottaglie     | 3 - 2         | LI Potenza (BAS)     | 2 - 1      | 1 - 1      |
| (PUG) Canosa         | 3 - 3         | Ebolitana (CAM)      | 2 - 1      | 1 - 2      |
| (PUG) Squinzano      | 4 - 6         | Bitonto (PUG)        | 2 - 2      | 2 - 4      |
| (BAS) Moliterno      | 2 - 8         | Massafra (PUG)       | 2 - 0      | 0 - 8      |

## 32esimi di finale
| Squadra 1         | Totale      | Squadra 2          | Andata     | Ritorno    |
| ----------------- | ----------- | ------------------ | ---------- | ---------- |
| TERZO TURNO       | TERZO TURNO | TERZO TURNO        | 01.11.1967 | 08.12.1967 |
| (VEN) Annonese    | 2 – 4       | Manzanese (FVG)    | 1 – 3      | 1 – 1      |
| (FVG) Pieris      | 1 – 4       | Clodia (VEN)       | 1 – 1      | 0 – 3      |
| (VEN) Contarina   | 3 – 0       | Aquileia (FVG)     | 2 – 0      | 1 – 0      |
| (FVG) Sangiorgina | 3 – 6       | Malo (VEN)         | 1 – 1      | 2 – 5      |
| (LAZ) STEFER Roma | 2 – 1       | Gennargentu (SAR)  | 2 – 0      | 0 – 1      |
| (LAZ) Sora        | 3 – 1       | Pro Lanciano (ABR) | 3 – 0      | 0 – 1      |
| (ABR) M Pescara   | 3 – 2       | Leverano (PUG)     | 1 – 0      | 2 – 2      |
| (PUG) Bitonto     | 4 – 2       | Hatria (ABR)       | 3 – 2      | 1 – 0      |
| (PUG) Carmiano    | 4 – 3       | Pro Salerno (CAM)  | 2 – 2      | 2 – 1      |
| (PUG) Massafra    | 1 – 2       | Silana (CAL)       | 0 – 0      | 1 – 2      |
| (CAL) Palmese     | 2 – 2       | Grottaglie (PUG)   | 1 – 0      | 2 – 1      |

## 16esimi di finale
| Squadra 1         | Totale       | Squadra 2             | Andata     | Ritorno    |
| ----------------- | ------------ | --------------------- | ---------- | ---------- |
| QUARTO TURNO      | QUARTO TURNO | QUARTO TURNO          | 19.03.1968 | 25.04.1968 |
| (LOM) Leffe       | 1 – 1 (gfc)  | Manzanese (FVG)       | 0 – 0      | 1 – 1      |
| (LAZ) STEFER Roma | 5 – 5 (gfc)  | Fortis Juventus (TOS) | 2 – 2      | 3 – 3      |
| (LAZ) Sora        | 7 – 0        | Assisi (UMB)          | 5 – 0      | 2 – 0      |
| (CAM) Ebolitana   | 2 – 3        | Carmiano (PUG)        | 1 – 0      | 1 – 3      |
| (CAM) A Pozzuoli  | 1 – 1        | Bitonto (PUG)         | 1 – 0      | 0 – 1      |

## Ottavi di finale
| Squadra 1         | Totale | Squadra 2           | Andata | Ritorno |
| ----------------- | ------ | ------------------- | ------ | ------- |
| (LAZ) STEFER Roma | 2 – 1  | Impruneta (TOS)     | 2 – 1  | 0 – 0   |
| (LAZ) Sora        | 4 – 2  | Forsempronese (MAR) | 3 – 2  | 1 – 0   |
| (PUG) Bitonto     | 4 – 8  | Bagnarese (CAL)     | 4 – 2  | 0 – 6   |
| (CAL) Silana      | 2 – 4  | Carmiano (PUG)      | 2 – 1  | 0 – 3   |

## Quarti di finale
| Squadra 1         | Totale      | Squadra 2            | Andata | Ritorno |
| ----------------- | ----------- | -------------------- | ------ | ------- |
| (LAZ) STEFER Roma | 1 – 1 (gfc) | Bagnarese (CAL)      | 0 – 0  | 1 – 1   |
| (LAZ) Sora        | 7 – 3       | Pasbo Carmiano (PUG) | 5 – 0  | 2 – 3   |
| (LOM) US Dalmine  | ?           | ?                    | ?      | ?       |
| (VEN) Clodia      | ?           | ?                    | ?      | ?       |

## Final four
Disputate allo Stadio Flaminio di Roma.

### Semifinali
| Squadra 1         | Risultato   | Squadra 2        |
| ----------------- | ----------- | ---------------- |
| (LAZ) STEFER Roma | 1 – 0 (dts) | Clodia (VEN)     |
| (LAZ) Sora        | 3 – 0       | US Dalmine (LOM) |

### Finale
| Arbitro: | Ippolito (Roma) |

|                                                                                        |            |                                                                                         |
| Coluzzi 39’ Ferrari 62’ De Santis 88’                                                  | Marcatori  |                                                                                         |
| Ciani Gualandri Iacorossi Fava Fabiani Nardoni Ferrari Coluzzi Plini De Santis Santini | Formazioni | Piersanti Biondi Verdini Mancini Da Col Molinari Rossi Santececca Mettus Montosi Meglio |
| Baragatti                                                                              | Allenatori | Lo Buono                                                                                |

## Coppa Ottorino Barassi
Come vincitore della Coppa Italia Dilettanti, la STEFER Roma ottiene il diritto di affrontare il vincitore della FA Amateur Cup: Leytonstone F.C. (militante nella Isthmian League, all'epoca 5º livello del calcio inglese).
| Arbitro: | Finney |

|          |           |          |
| Gray 36’ | Marcatori | 5’ Plini |

| Arbitro: | Sbardella (Roma) |

|                 |           |                                 |
| Coluzzi 8’, 49’ | Marcatori | 13’ Harvey 63’ (aut.) Iacorossi |

Il Leytonstone vince la coppa grazie alla regola dei gol in trasferta.